# Christian Hee Hwass
Christian Hee Hwass (1731–1803) was een Deens malacoloog, die bekend is door zijn werk in conchologie. Ondanks het feit dat hij geboren werd in Denemarken, deed Hwass het grootste deel van zijn werk in Frankrijk. Hij verhuisde naar Parijs in 1780, en later naar Auteuil (1794). In Frankrijk werkte hij samen met beroemde wetenschappers Jean-Baptiste de Lamarck (1744-1829) en Heinrich Christian Friedrich Schumacher (1757-1830).
Hwass werd bekend door zijn samenstelling van een grote schelpcollectie, waarin tal van zeldzame exemplaren werden opgenomen. Veel Europese wetenschappers hebben gebruikgemaakt van deze collectie voor hun persoonlijke publicaties. Hwass bekendste werk was de uitgave van de Encyclopédie Méthodique van 1792. Hoewel zijn vriend/collega Jean Guillaume Bruguière (1750-1798) vaak genoemd wordt als auteur van deze encyclopedie, was het grootste deel van het werk van Hwass.